# 吉泉賀子
吉泉 賀子（よしいずみ よしこ、1980年11月4日 - 、旧姓：葛西 賀子）は、ノルディックスキージャンプの女子選手。

## 経歴
室蘭市出身、小樽ジャンプ少年団でジャンプを始め、小樽工業高校、北海道工業大学工学部建築工学科を経て日本空調サービス所属。
高校の先輩でもある山田いずみとともに黎明期の日本女子ジャンプ界を牽引してきた。
高校在学時の1998年、長野オリンピックのテストジャンパーに選ばれ、競技運営を支えた。
2001年6月に転倒事故で頸骨を骨折、選手生命はおろか日常生活も危ぶまれたが、懸命のリハビリによりわずか1年で競技に復活した。
2007年に雪印スキー部のトレーナー吉泉英樹と結婚、女子ジャンプ界初の既婚ジャンパーとなった。結婚後も旧姓である「葛西」姓で競技活動を継続していたが、2013-2014シーズンから登録名を本名の「吉泉」姓に変更した。
山田引退後の女子ジャンプを支え続け、ノルディックスキー世界選手権で女子ジャンプが初採用された2009年の世界選手権（リベレツ）には落選したが、2011年にオスロで行われた世界選手権では代表に選ばれた。
2014年3月7日に所属の日本空調サービスがスキー部の廃部を発表し、これに伴い2013/2014年シーズンをもって現役を引退し、同社を退職することになった。
2021年4月21日、長野オリンピックを舞台とした映画『ヒノマルソウル〜舞台裏の英雄たち〜』の特別「道徳」授業イベントを、主人公のモデルである西方仁也や自身がモデルとなった役柄を演じた小坂菜緒と共に東京都の千代田区立千代田小学校で行った。

## 主な成績
- スキージャンプ・ワールドカップ
  - 2011/2012シーズン総合24位
  - 2012/2013シーズン総合54位
- スキージャンプ・コンチネンタルカップ
  - 2004/2005シーズン総合24位
  - 2005/2006シーズン総合12位
  - 2006/2007シーズン総合20位
  - 2007/2008シーズン総合33位
  - 2008/2009シーズン総合35位
  - 2009/2010シーズン総合39位
  - 2010/2011シーズン総合32位
- ノルディックスキー世界選手権
  - 2011年大会 ノーマルヒル12位
- 主な優勝
  - 第44回雪印杯全日本ジャンプ大会 2003年1月5日
  - 第36回名寄ピヤシリジャンプ大会 2005年12月17日
  - 第17回TVh杯ジャンプ大会 2006年2月5日
  - 第1回伊藤杯サマーファイナル大倉山ジャンプ大会　2007年10月28日